# دينا الخواجة
دينا احمد الخواجة (24 نوفمبر 1962) عالمة سياسة وناشطة حقوقية وكاتبة صحفية مصرية، استاذة  كلية الاقتصاد والعلوم السياسية  جامعة القاهرة ، حصلت على درجة الدكتوراه في الاجتماع السياسى من معهد الدراسات السياسية بباريس عام 1993، شاركت في كتابة تقرير برنامج الأمم المتحدة الإقليمي للتنمية البشرية بالمنطقة العربية عام2003 ، عملت كمدير لبرنامج الحركات الاجتماعية في مبادرة الاصلاح العربى، شغلت منصب مديرة برنامج التعليم العالي بالمكتب الإقليمي لشمال أفريقيا والشرق الأوسط بمؤسسة فورد، كما شغلت منصب مديرة المكتب العربي الإقليمي لمؤسسة المجتمع المفتوح “Open Society”. تكتب بشكل دورى لعدة صحف مصرية منها جريدة الشروق المصرية والمصرى اليوم وجريدة الإندبندنت في نسختها المصرية.

## مساهمات أكاديمية
- التجديد الحالى للأقباط: اسباب ظهوره وطرق عمله (بالفرنسية) - نشر في كتاب MODERNISATION ET NOUVELLES FORMES DE MOBILISATION SOCIALE المجلد الأول.[10]
- نايل سات 101 و102 قصة قصيرة لحلم العظمة (بالفرنسية)- نشر في دورية هرمس الفرنسية[11]
- مصر: وقت التغيير؟ الإصلاح الاجتماعى المؤقت لا يرحم من الاستبداد (بالفرنسية) - نشر في دورية Futuribles الدولية.[12] اختيرت المقالة لتنضم لأرشيف مجلس النواب التونسى بعد الثورة التونسية[13]

## وصلات خارجية
- صفحة موقع اكاديميا الخاص بالباحثة